# Ornithomimus
Ornithomimus ("imitador d'ocell") és un gènere de dinosaure que visqué al Cretaci superior al que actualment és Nord-amèrica. Ornithomimus velox fou anomenat a partir d'un peu i una mà parcial de la Formació de Denver del Maastrichtià.